# Ouabaïne
Ouabaïne is een van de hartglycosiden die de hartwerking versterken, vergelijkbaar met digoxine. Het werd gebruikt bij hartfalen en bij boezemfibrilleren (een te snel en onregelmatig slagritme van de boezem van het hart, met als gevolg dat de kamer tot 30% minder bloed aangeboden krijgt). Het wordt in Nederland niet meer gebruikt.

## Waarschuwingen en bijwerkingen
De meeste bijwerkingen zijn tekenen van overdosering zoals verminderde eetlust, misselijkheid, braken en diarree. Bij kinderen komen hartritmestoornissen voor. Verminderde eetlust, misselijkheid en hoofdpijn kunnen ook bij de normale doseringen voorkomen.
Dit middel niet gebruiken bij bepaalde hartaandoeningen (obstructies, ontstekingen van het hartzakje, te lage hartslag (< 50/min.) en 2e of 3e graads AV-block) of bij intoxicatie met hartglycosiden. Voorzichtigheid is geboden bij toediening aan te vroeg geborenen, pasgeborenen en ouderen vanwege een vertraagde uitscheiding en bij 1e graads AV-block.
Dit middel kan gebruikt worden tijdens de zwangerschap, wel moet de hartslag van het ongeboren kind zorgvuldig worden gevolgd, vooral in de periode na de zwangerschap. Een te hoge dosis of te langdurig gebruik kan chronisch hartfalen en zo dus ook de dood veroorzaken.
Ouabaïne heeft een inhiberende functie op de Na+-K+-pomp (Na+-K+-ATPase) doorheen het cellulair membraan, daar deze stof bindt op de E2P-conformatie van de pomp.
Het aanwezige natrium zal bijgevolg uit de cel geëxporteerd moeten worden met behulp van een Na+/Ca2+-ionen uitwisselaar (in reverse mode) . Een stijgende hoeveelheid calcium in cellen stimuleert ritmische contractie in bv. spiercellen, waaronder ook hartspiercellen. Dit is waarom ouabaïne gebruikt kan worden bij bepaalde hartaandoeningen.

## Interacties met andere medicijnen
Stoffen die het kaliumgehalte in het bloed verlagen zoals laxeermiddelen, diuretica (plaspillen), amfotericine b, carbenoxolon en corticosteroïden kunnen het optreden van glycoside-intoxicatie (vergiftiging) bespoedigen.
Parenterale (via bloed of weefsels) toegediende calcium, suxamethonium en lithium verhogen eveneens de toxiciteit.
Bij gelijktijdige gebruik van sympathicomimetica wordt de kans op hartritmestoornissen groter.
Voorzichtigheid is geboden bij stoffen zoals bètablokkers, hartritmemiddelen en verapamil die ook AV-geleiding (bepaalde hartgeleidingsstoornis) kunnen veroorzaken.